# Avi Toledano
Avi Toledano (hebräisch אבי טולדנו; * 4. April 1948 in Meknès, Marokko) ist ein israelischer Sänger und Komponist.

## Leben und Wirken
Als Künstler wurde er vor allem als Teilnehmer am Eurovision Song Contest bekannt. 1982 vertrat er Israel bei diesem Wettbewerb und erreichte mit seinem Lied Hora hinter Nicole aus Deutschland den zweiten Platz, allerdings mit einem Abstand von 61 Punkten.
Im nächsten Jahr komponierte er den israelischen Beitrag Khay von Ofra Haza. Das Lied erreichte auch Platz zwei.
Außerdem nahm er mehrmals am israelischen Vorentscheid Kdam-Eurovision teil.

## Diskografie

### Singles (Auswahl)
- 1969: Zohi Yafo
- 1969: Eich Af Hazman
- 1969: Im Redet Yom
- 1982: Hora
- 1983: אחרי החגים (mit Ofra Haza)